# Mysidia maculosa
Mysidia maculosa är en insektsart som beskrevs av Broomfield 1985. Mysidia maculosa ingår i släktet Mysidia och familjen Derbidae. Inga underarter finns listade i Catalogue of Life.